# Maratea
Maratea est une commune italienne d'environ 4 980 habitants, située dans la province de Potenza, dans la région Basilicate, en Italie méridionale.

## Étymologie
Selon l'explication la plus accréditée, formulée par Giacomo Racioppi, le nom de Maratea descend du grec marathus, c'est-à-dire fenouil sauvage. Le nom de la ville signifierait « terre du fenouil sauvage ».
Suivant une autre hypothèse, Maratea dériverait du maris latin et du grec theia, c'est-à-dire « déesse de la mer ».

## Géographie

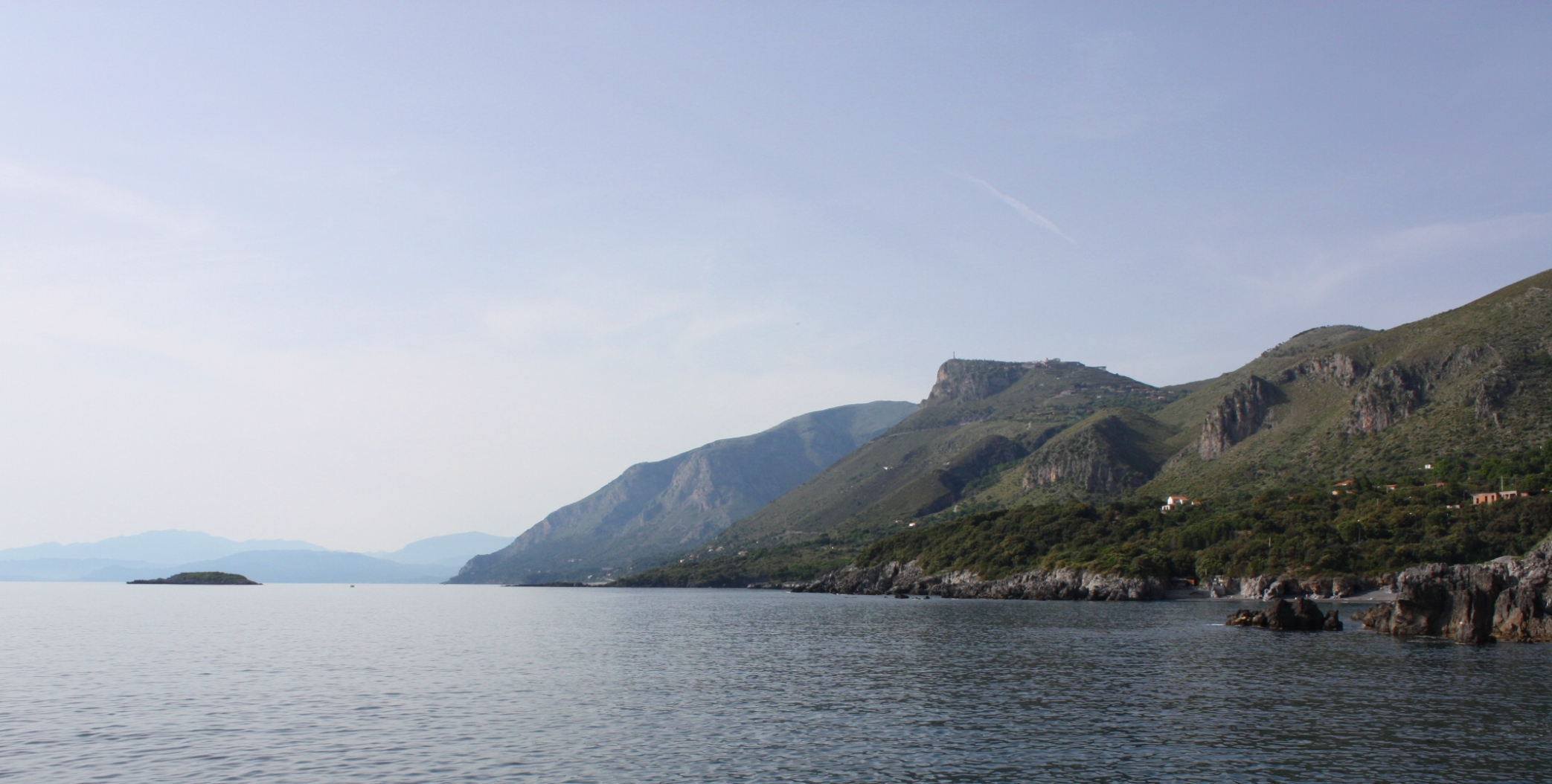
La côte de Maratea.

Maratea est le seul pays de la Basilicate à longer la Mer Tyrrhénienne, une splendide position géographique. Ses 32 km de cotes forment un pointillé par rochers, de plages et de petites petites baies, et comportent plus de 50 grottes marines.
Au large, près de Marina, la petite île de Saint Janni, est accolée à un autre petit îlot plus près à la côte Matrella.
La végétation près des zones côtières est constituée principalement de chênes-verts, chênes, oliviers et pins (certains peu développés à cause de l'air salin).
Les montagnes de l'arrière-pays arrivent directement jusqu'à la mer, et créent un contraste visuel pittoresque et de très beaux panoramas ; ils sont couverts de pinèdes et d'une flore spécifique.
Le risque sismique la fait classer en zone 2.

### Plages de Maratea

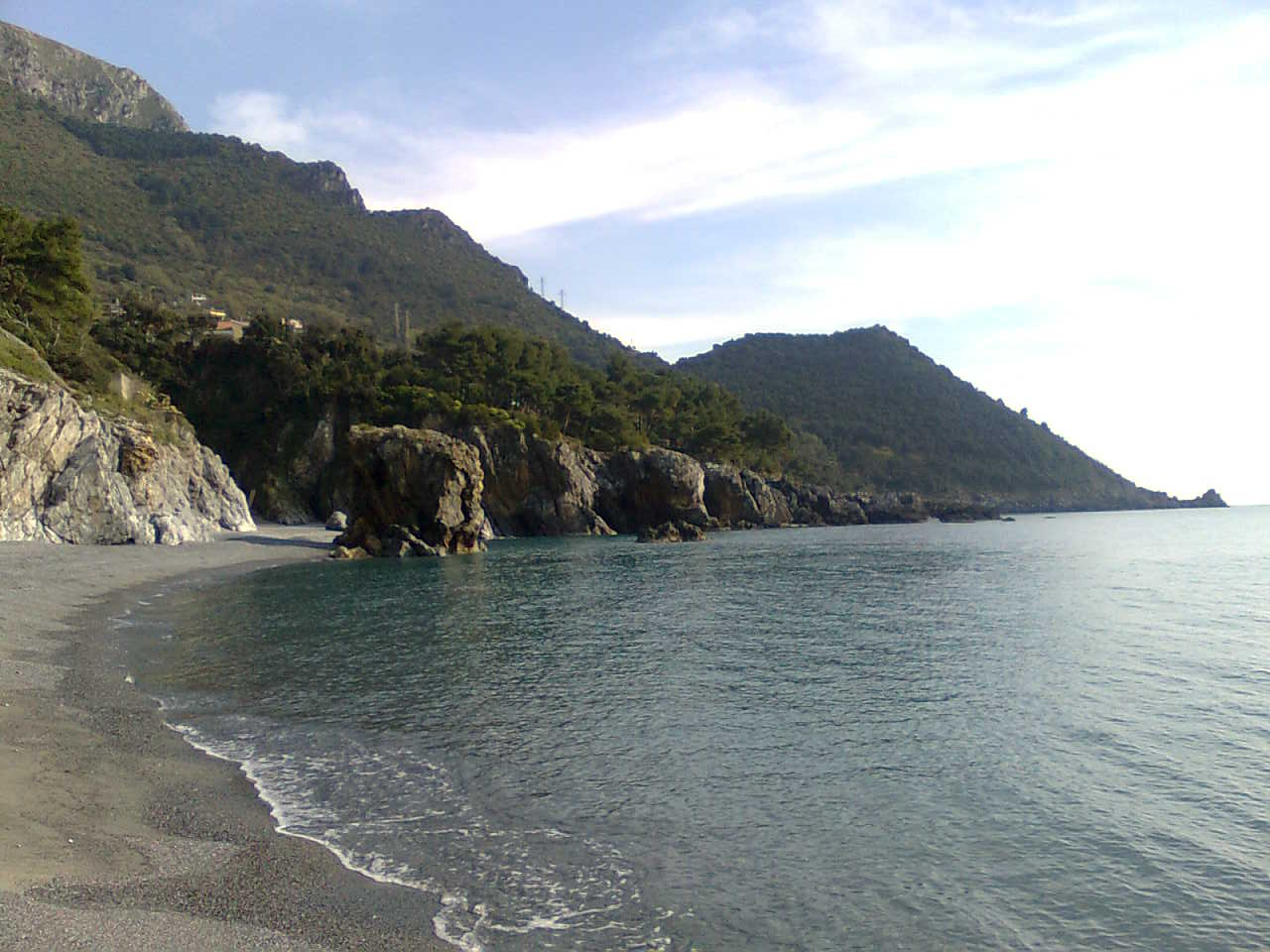
La plage de Calaficarra à Marina.

La côte de Maratea comporte plus de vingt plages. La plus étendue est la  plage de Gnola, au Castrocucco. La  plage de Calaficarra, est enchâssée entre scoglie et les grottes, la  plage de Cala Grande, et la  plage de Petite baie Jannita, en sable noir caractéristique sont proches de la  grotte du Sciabella. Il n'y a une seule grande plage au Fiumicello-Santavenere, au Cersuta elles forment trois petites baies charmantes enchâssées entre les roches et à l'Acquafredda, au large de la  plage de Portacquafridda (dite aussi  le Porticello) se trouve une source d'eau douce et froide. Toujours à l'Acquafredda se la trouve  grotte du Dragon, la plus grande grotte jamais explorée en Basilicate.

## Histoire
Le territoire de Maratea est habité depuis le Paléolithique, comme le montrent les objets trouvées dans les grottes sur la côte près de Fiumicello, Acquafredda et Marina.
Aux XVe – XIVe siècles av. J.-C., le premier village apparait, fait de cabanes, sur le promontoire Capo la Timpa, au nord de l’actuel Porte. Le village vit du commerce maritime avec les îles Éoliennes et les autres zones environnantes. Au VIe siècle av. J.-C. le village produit des briques et importe de la vaisselle. D’autres installations étaient présentes à Massa et Castrocucco, où une nécropole a été trouvée.
Après la conquête romaine, arrivée au IIIe siècle av. J.-C., le village sur  Capo la Timpa est abandonné. Nous ne connaissons pas le modèle d’habitation qui suivit, mais les archéologues présument que se formèrent beaucoup de petits villages, gouvernés par un  vicus situé au Fiumicello-Santavenere et une zone politique-religieuse sur la cime du  mont Saint Blaise, où la légende veut que s'éleva un temple dédié à la déesse Minerve. Le commerce continua jusqu'à la l'Espagne et à l'Afrique.
Au Moyen Âge toute la zone côtière fut abandonnée, à cause des attaques des pirates arabes, et la population se réfugia sur la cime du  mont Saint Blaise, où naquit Marathia, petite ville fortifiée.
En 1284, Maratea fut impliquée dans les Vêpres siciliennes, lors de combats des Français et Espagnols pour la conquête du royaume de Naples. Maratea subit des attaques pendant beaucoup de mois, sans jamais être conquise.
Maratea n'eut jamais de seigneur féodal, et elle fut toujours libre de s'administrer seule. À partir de le 1404 elle reçut beaucoup de privilèges des rois de Naples.
En 1440, Maratea fut attaquée par Lauria, une autre ville de la Basilicate, mais les ennemis furent battus durement. En 1495 la ville subit une autre attaque, de la part des soldats du roi Charles VIII de France, mais se sauva du pillage grâce à un miracle de Saint Blaise, qui réveilla les sentinelles endormies à coups de gifles.
La liberté de la ville fut toujours défendue vaillamment par les habitants, comme quand, en le 1530, le comte Ettore Carafa de Policastro acheta Maratea du demanio royal, et les citoyens rachetèrent les privilèges en payant au roi le double de l'argent versé par le comte.
Les habitants du Maratea sur la montagne qui cultivaient les terres dans la vallée sous-jacent avaient fait naître une nouvelle petite ville, située sur une hanche de la montagne invisible de la mer. La nouvelle ville était devenue plus grande et plus peuplée que l'autre et au XVIe siècle on émit une nouvelle loi municipale, qu'il établissait l'égalité juridique des deux villes. Dans les documents officiels elles portent les noms de  Maratea Supérieur, surnommée par le peuple le Château parce que fortifiée, et  Maratea Inférieur, appel par contre  le Bourg; chacune avait son maire qui devait administrer le territoire en commun. Pour se protéger des attaques des pirates Sarrasins, entre 1566 et le 1595 six beffrois furent construits sur la côte.
Le 21 mai 1626 le « Bourg » fut attaché par 160 bandits, qui tentèrent de piller la ville. L'assaut fut éventé par les soldats du « Château », qui mirent en fuite les bandits par des coups de canon.
En 1656 la Basilicate fut atteinte par une épidémie de peste, et les habitants de Castrocucco furent exterminés.
En 1734 le bienfaiteur Giovanni De Lieto fit ouvrir un hôpital et l'an suivant Maratea était un des quatre chefs-lieux de la Basilicate. Dans le cours du XVIIIe siècle Maratea devint riche, grâce au commerce maritime, à l'importation de grain et à l'exportation de vin, de figues de l'Inde, de carrube et d'huile. Grâce à la fin des attaques des pirates naquirent de nouveaux villages sur la côte, Acquafredda et Cersuta au nord et le Port au sud.
En 1799, à la suite de la naissance de la République Partenopea, Maratea Inférieur fit une brève expérience de municipalité républicaine, puis fut occupée par le capitaine Oronzo Marioncello le 3 mars.
Après la conquête française du royaume de Naples, en décembre 1806 Maratea subit le siège d’un contingent de l'armée napoléonienne, commandé par le général Jean Maximilien Lamarque, qui attaqua avec 4 000 hommes le « Château ». Le capitaine des soldats de Maratea, le colonel Alessandro Mandarini réussit à résister pendant de nombreux jours au siège, mais il dut signer une trêve avec l'ennemi le 10 décembre. Mandarines obtint le salut de la ville et des habitants, mais les Français détruisirent en punition les murailles de l'ancienne  Maratea Supérieur, qui se dépeupla rapidement et en 1808 elle devint la banlieue de  Maratea Inférieur, avec le nom populaire de « Château ». La nouvelle administration unifiée de Maratea acquit aussi le territoire inhabité de Castrocucco.
Dans la première moitié du XIXe siècle, Maratea continue d’être une importante escale maritime, et produit de l’huile et de la laine. En 1820, les habitants participent aux tentatives révolutionnaires italiennes, et nombre d’entre eux furent persécutés par les souverains de Naples comme « ennemis » de l’État.
Le 4 juillet 1848 le révolutionnaire Costabile Carducci débarque sur une plage d'Acquafredda, bloqué par une tempête l’empêchant de repartir, et il fut attaqué là et tué par quelques sicaires des souverains de Naples venus de la ville de Sapri.
En 1860 se constitua à Maratea un comité insurrectionnel pour l'unification de l'Italie, guidé par le citoyen Raffaele Ginnari. La ville était alors un des pays les plus aisés de la Basilicate, région pauvre, grâce au commerce maritime et à l'inauguration du chemin de fer en 1894. Maratea s'agrandit avec la formation de nouveaux villages, nommée Marine, Brefaro et Castrocucco.
Au début du XXe siècle, l'économie de Maratea ne fut pas plus apte à soutenir tous ses habitants, et nombreux furent contraints à émigrer en Amérique. Soutenue par les rentes des exilés, la ville eut le premier aqueduc en le 1902, l'éclairage électrique des rues en 1921 et la rue carrabile en 1929.
Pendant la seconde guerre mondiale, le 15 août 1943 Maratea subit un bombardement aérien d'un Américain qui décrocha 17 bombes sur la ville, mais il n'y eut pas de blessés. Le 8 septembre 1943 Maratea fut occupée par les Alliés.
Après la guerre il y eut les premières tentatives de faire connaitre la ville comme gare balnéaire. L'industriel Stefano Rivetti installa une usine textile et une exploitation agricole, ce qui freina le flux migratoire de la population. Un hôtel de luxe fit démarrer l'activité touristique. En 1962 le port fut construit.
En 1965, Rivetti donna à la population de Maratea une statue colossale du Christ Rédempteur, gravée par le sculpteur Bruno Innocenti. Entre 1967 et 1973 les industries de Rivetti allèrent vers la banqueroute, et depuis lors l'économie de Maratea est fondée principalement sur le tourisme.
Le 21 mars 1982 la ville fut frappée par un tremblement de terre, qui endommagea beaucoup d'habitations et quelques églises, restaurées depuis, et le 12 janvier 1987 le port fut détruit par un raz-de-marée avant d’être reconstruit.

## Monuments et patrimoine

### Les églises

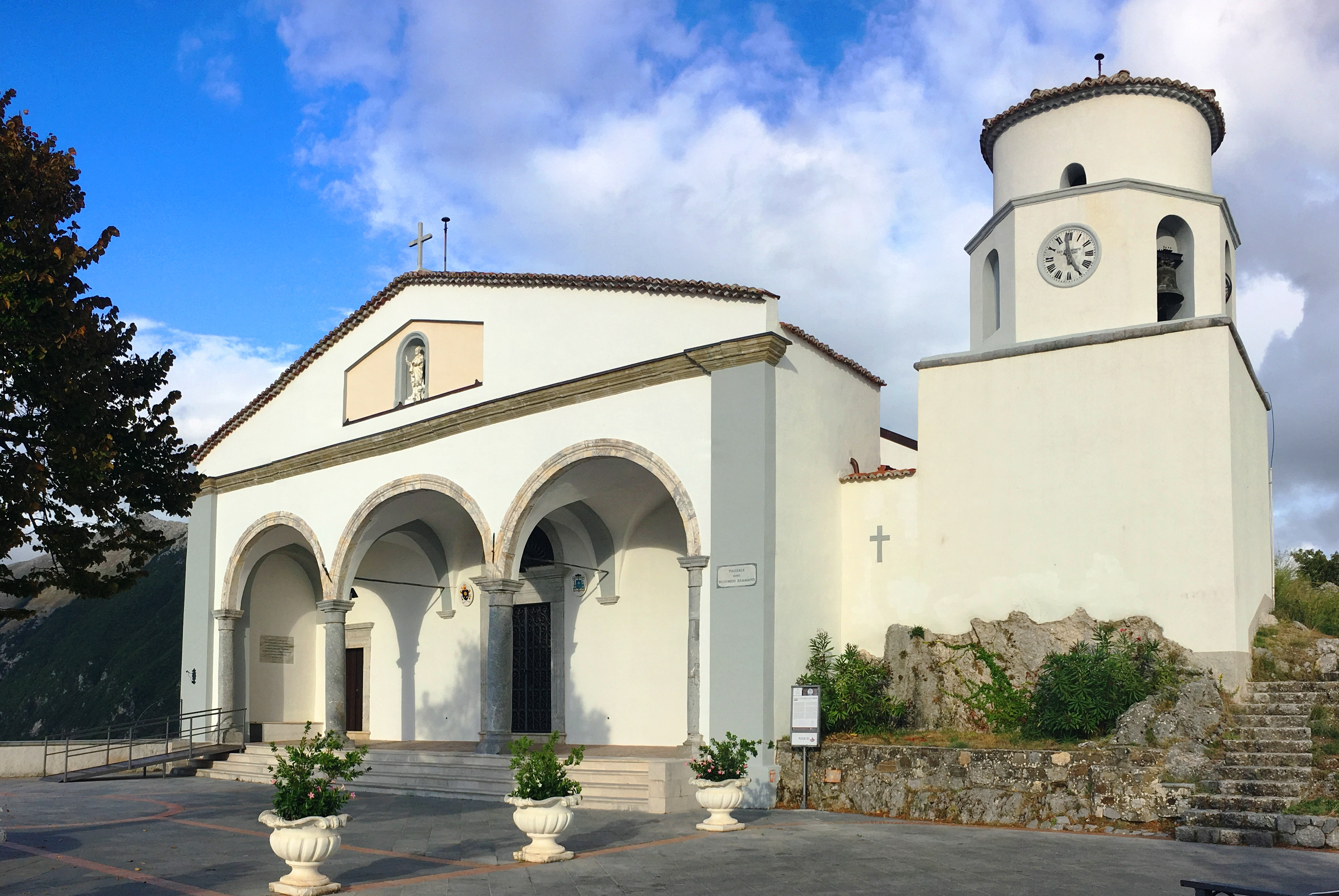
Basilique de Saint Blaise.

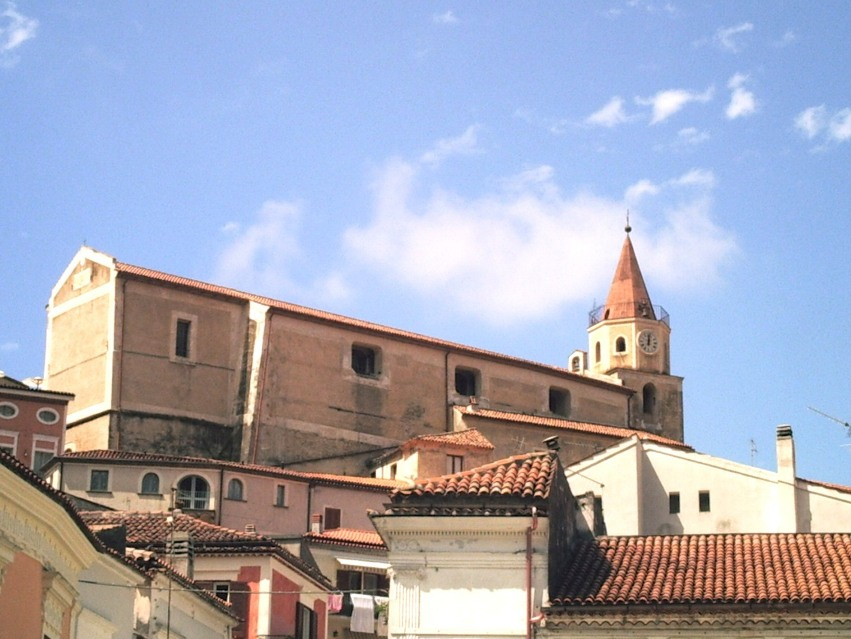
Église Sainte-Marie-Majeure.

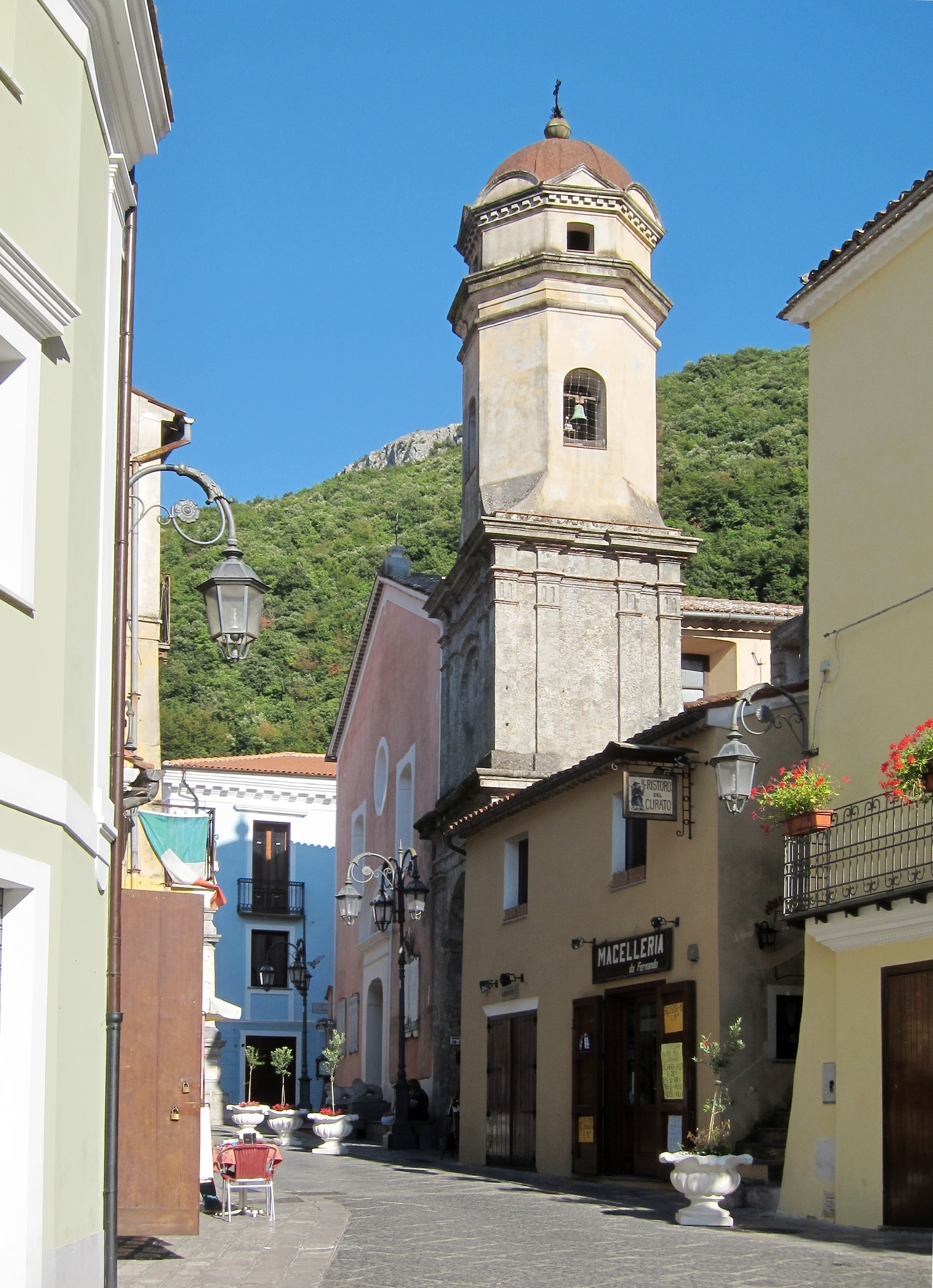
L'église de l'Annonciation.

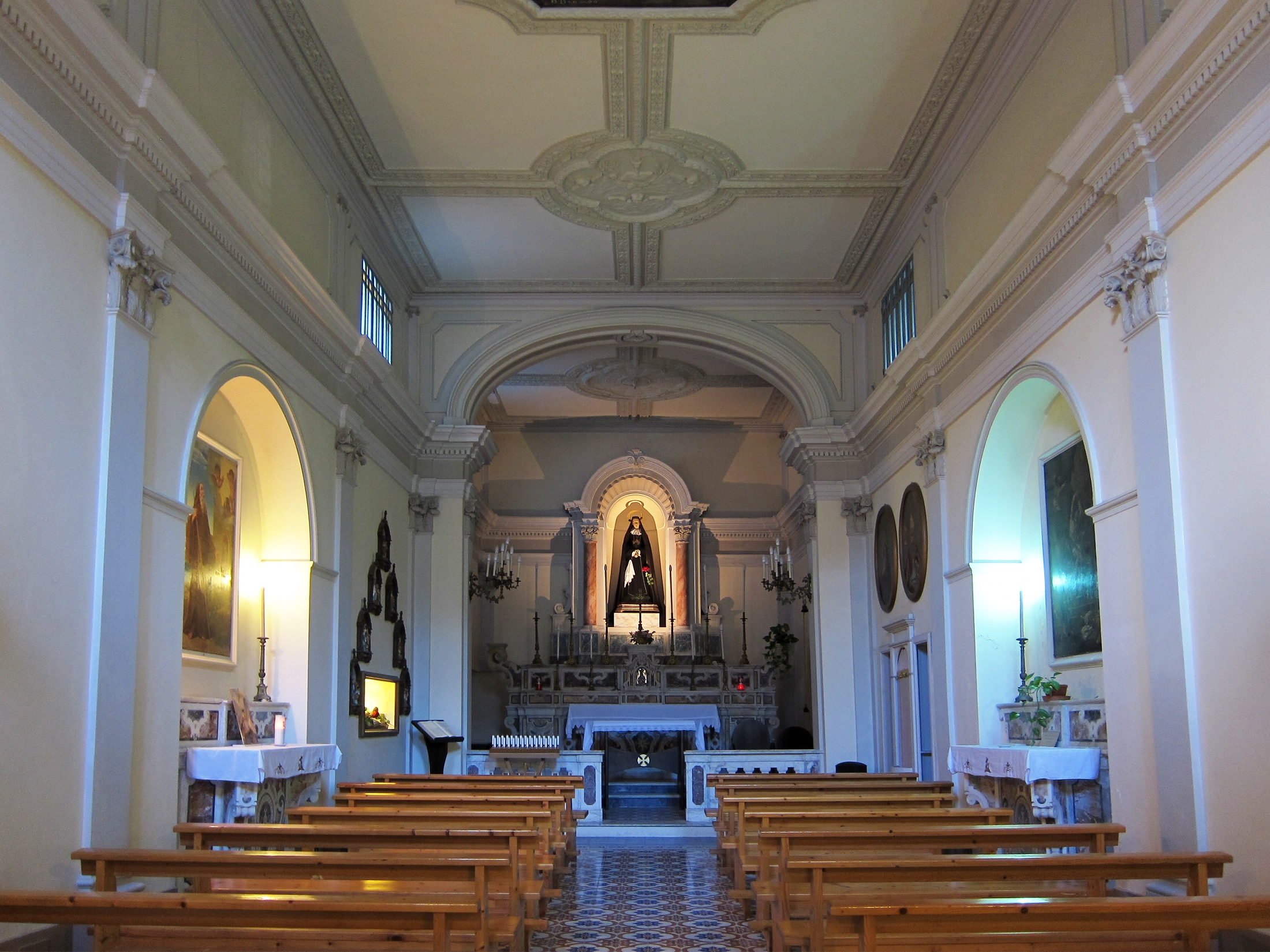
Intérieur de l'église de la Notre-Dame des Douleurs.

Maratea est dite la ville aux 44 églises pour le nombre et la valeur artistique de ses églises et ses chapelles, éparpillées sur tout le territoire.
Les églises les plus remarquables d'un point de vue artistique sont :
La Basilique de Saint Blaise se trouve au château de Maratea et serait le réemploi d'un ancien temps païen, dédié à la déesse Minerve. D'abord dédiée à la Sainte Vierge des Grâces, il devint le sanctuaire de Saint Blaise quand y furent déposées ses reliques. Elle fut agrandie et embellie, entre le XVIIe siècle et le XVIIIe siècle. En 1619 la chapelle qui reçoit les reliques de Saint Blaise et la statue du saint en argent fut reconstruite, en marbre polychrome. En 1755 il fut ajouté un bas-relief en marbre dit Sainte Vierge du Savoir. Les tableaux sur les autels remontent à la même époque.
L'Église Sainte-Marie-Majeure dite aussi «l'église mère» fut construite en 1505 en agrandissant une chapelle du XIIIe siècle. Elle conserve à l'extérieur des bas-relief du XVIe siècle et le clocher roman, à l'intérieur un beau chœur du XVIe siècle et a été embellie au XVIIIe siècle. Elle possède une ancienne statue de la Sainte Vierge en marbre jaune et quelques tableaux du XIXe siècle.
L'Église de l'Annonciation étaient une chapelle du XVIe siècle, qui fut agrandie en 1748. Elle est ornée d'une très belle peinture de l'Annonciation du XVIe siècle et de deux tableaux du XVIIIe siècle, représentant Santa Lucia et le martyre de Saint Lorenzo.
L'Église de la Notre-Dame des Douleurs située dans le centre historique fut construite en 1620. Elle est décorée d'une statue de la Sainte Vierge du XVIIIe siècle et d'un tableau du martyre de Saint Blaise du même siècle.
L'Église de Saint Vito l'église la plus ancienne de Maratea Bourg, est ornée de fresques intéressantes du XIVe siècle.
L'Église de la Sainte Vierge de la Neige, dite aussi «Sainte Vierge des Oliviers», se trouve sur une roche près le Château. Ce fut une église d'ermites, décorée de belles fresques du XIVe siècle.
L'Église de la Sainte Vierge du Chapelet, l'église la plus belle de Maratea, construite en 1575, fait partie d'un couvent du XVIIe siècle . Les murs sont décorés avec des dizaines de petits anges en mastic, un tableau de la Sainte Vierge Assumée de 1715, une statue de la Sainte Vierge du Carmine en albâtre de 1695 et une peinture de la Sainte Vierge du Chapelet du XVIIIe siècle.
L'Église de Saint Antonio, construite en le 1615, dont l'intérieur est dominé par un grand polyptyque, hauts 4 mètres, en bois du XVIIe siècle, œuvre est une du plus belles de la Basilicate.
L'Église de Maria Très sainte Immaculée à Acquafredda, Construite en 1833, contient une statue de la Sainte Vierge en bois du XVIIIe siècle et à l'intérieur se trouve la tombe du patriote Costabile Carducci, tué en 1848.
LÉglise de la Notre-Dame des Douleurs au hameau de Cersuta, construite au XVIIe siècle, a reçu un tableau de Saint Blaise de 1852.
L'Église de la Sainte Vierge du Carmine construite en 1931, est décorée avec des tableaux du XXe siècle.

### Statue du Rédempteur
Construite en 1965, le Rédempteur de Maratea (en) est réalisé par Bruno Innocenti.
La statue, en marbre de Carrare, est haute de 22 mètres, et le Christ Rédempteur est représenté avec les bras grands ouverts.

### Colonne de Saint Blaise

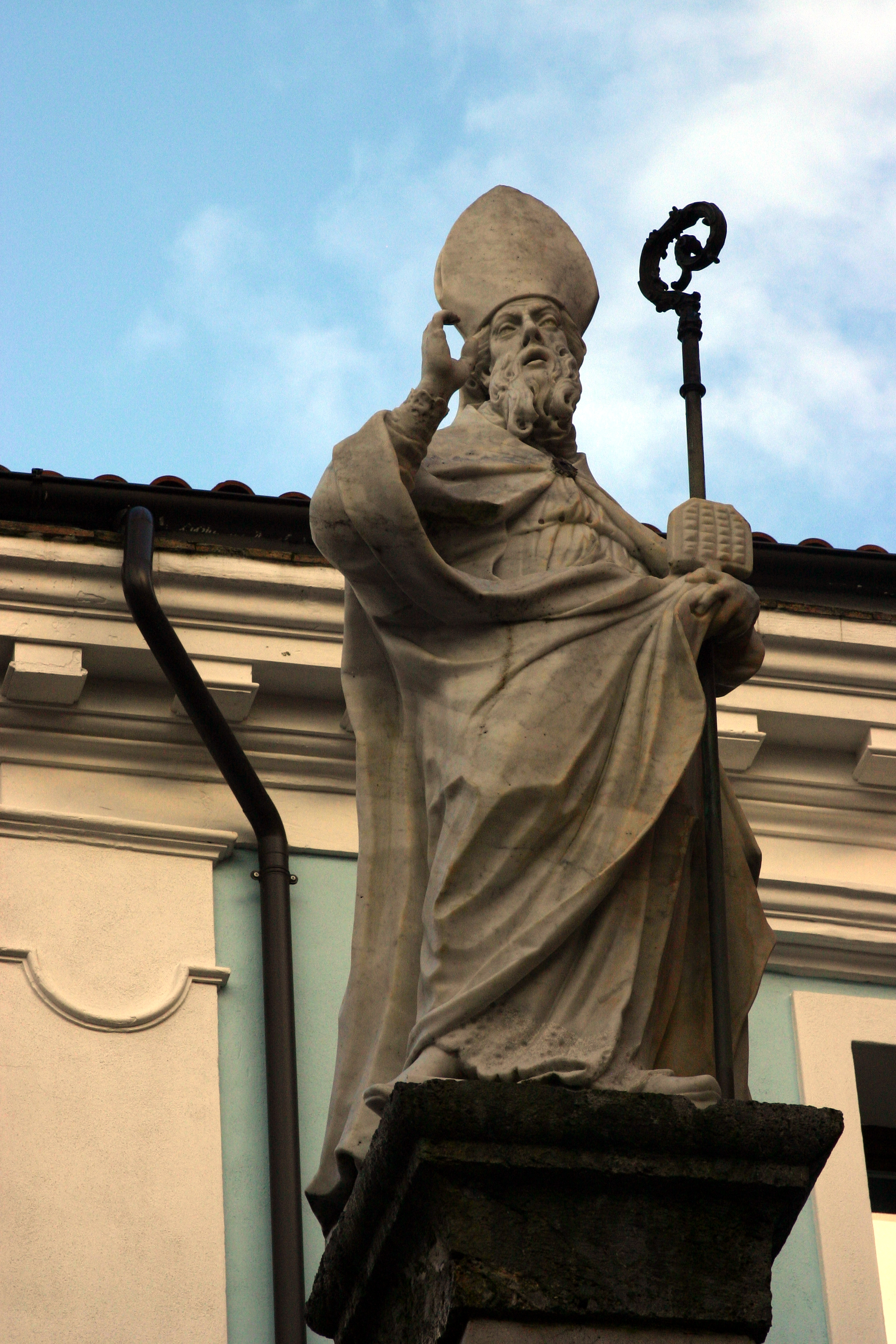
Colonne de Saint Blaise.

La colonne votive dédiée à Saint Blaise à l'église de l'Annonciation de Maratea  Bourg, fut érigée en 1758 par décision du peuple. Elle est composée de trois corps: une base carrée, une ancienne colonne de marbre et la statue du saint.
Sur la base se trouve l'inscription :

« D.O.M. / DIVIN BLASIO MARTYRI INVICTO / MARATHENSIUM CIVITATIS / PATRON ATQUE OPITULATORI / POUR MERITIS EN SI OMNI INDULGENTHIA / EXMIAQUE LARGITATE COLLATIS / ORDO POPULUSQUE »

### Obélisque de Notre-Dame des Douleurs

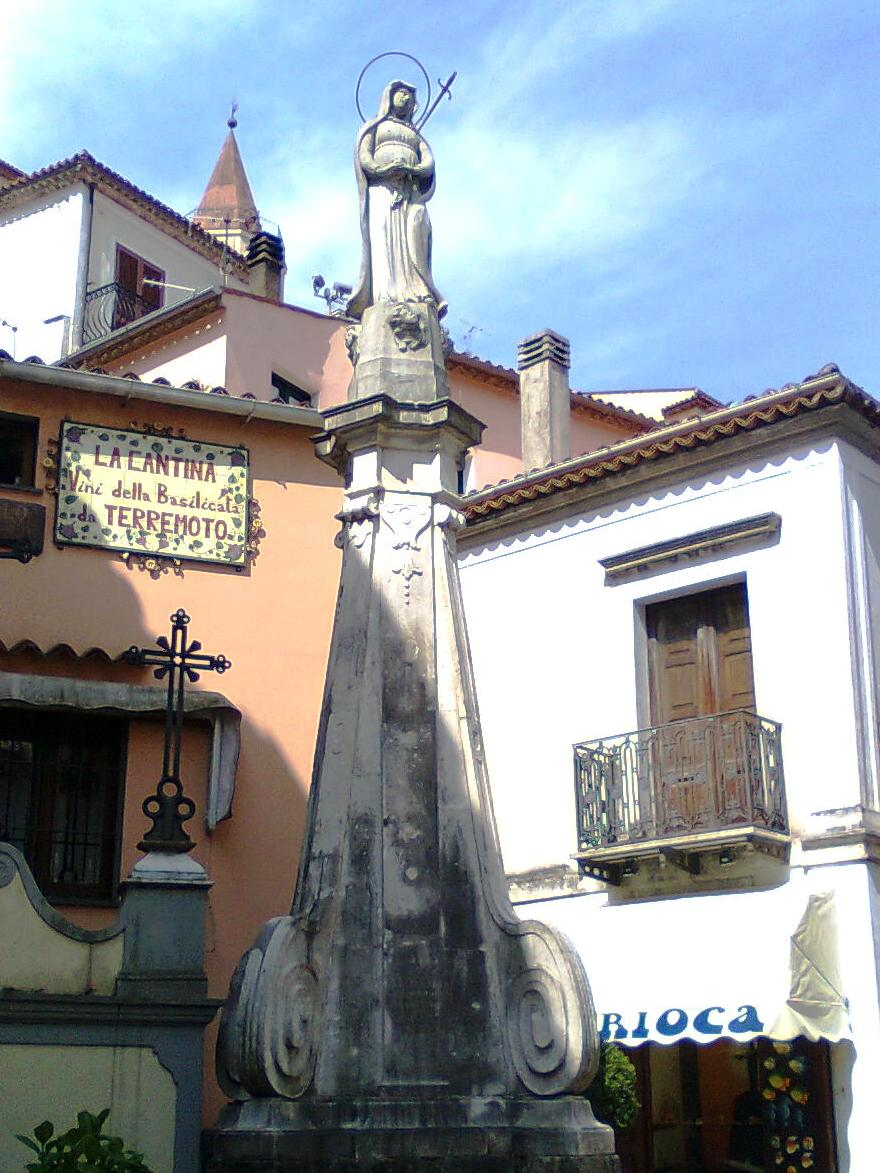
L'bélisque de Notre-Dame des Douleurs.

Ce monument, érigé en 1788 par le citoyen Gerardo Laurelli se trouve devant l'église de la Notre-Dame des Douleurs de Maratea. Il se compose d'une colonne sur laquelle est placée une petite statue de la Notre-Dame des Douleurs, représentée dans l'imagerie classique.
Sur la base sont gravés ces mots :

« VIATOR / IL QUICQUAM HUMANITUS EN TU EST / SISTE PAULULUM DONEC / DOLOREM MEUM LUGEAM / NULLUS DOLOR AMARIOR / NAM
RIEN PROLES CARIOR / EGO SEUL MAESTAS CÉLÉBRÉ VIGILIAS »

### Le château de Castrocucco

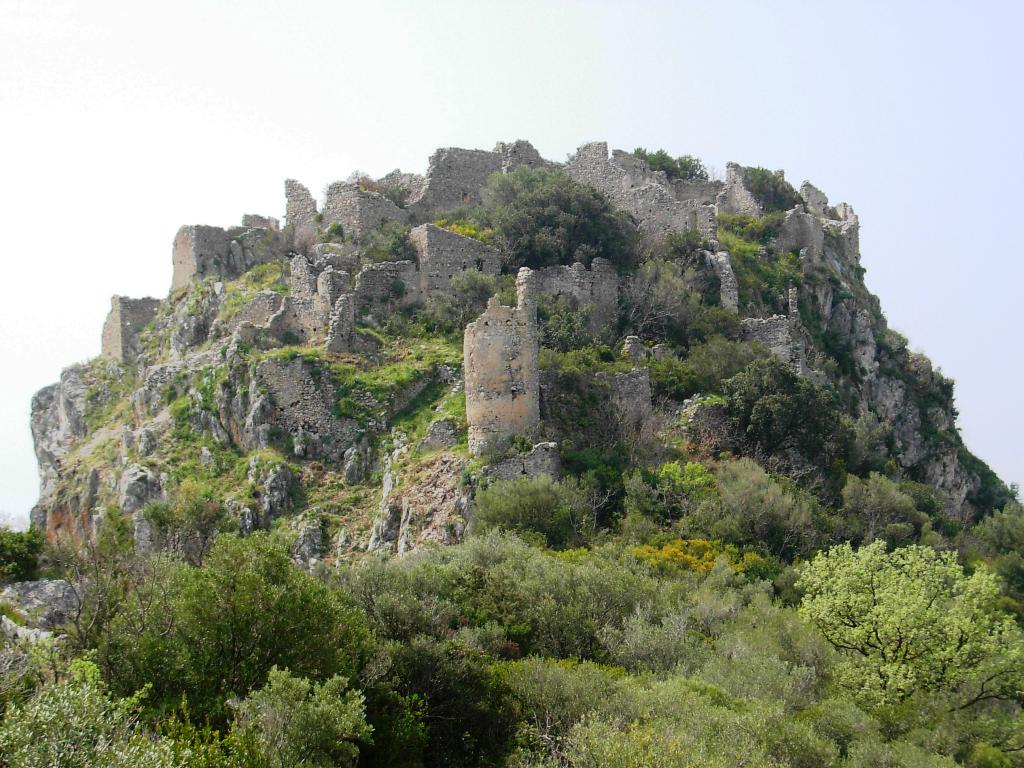
Le Château de Castrocucco.

Situé à proximité du hameau du même nom sur une arête rocheuse, le château en ruine fut abandonné au XVIIe siècle. On distingue encore quelques éléments comme la porte et les bastions.
En le 2005 toute la zone environnante a été déclarée site d'intérêt communautaire par l'Union européenne.

## Fêtes et traditions

### Fête de la translation des reliques de Saint Blaise
La fête de l'anniversaire de la translation des reliques de Saint Blaise, dure une semaine entière, du premier samedi de mai jusqu'au second dimanche du mois.

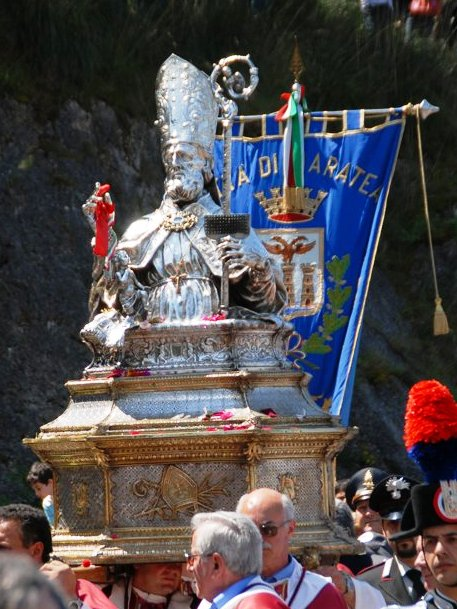
La statue de Saint Blaise.

Cette fête, aux origines lointaines, célèbre l'arrivée des reliques du saint au Maratea, qui aurait eu lieu au mois de mai 732.
La manifestation fut fondée en 1695 suivant un protocole approuvé par l'évêque du diocèse de Cassano allo Ionio.
Le premier samedi du mois se tient la première procession de la statue d'argent du saint, dite  Saint Blaise va pour la terre, qui se déroule dans les rues du  Château. Après quelques jours de prière, le second jeudi du mois se déroule la seconde procession, dite  Saint Blaise descend du Château dans lequel la statue est transportée, par un ancien sentier, du  Château au  Bourg. Cette procession est vraiment spéciale, le saint est couvert d'un tissu rouge jusqu'à la l'arrivée à la car l'acte du passage de la statue entre les deux paroisses de Maratea est quelque chose étroitement privé, comme établi en 1781 après une dispute entre les deux curés. À  Capo Casale la statue est remise à la responsabilité du maire qui remet au saint les clés de la ville. Tout de suite après la statue est transportée dans l'église de Sainte Maria Maggiore.
Le second samedi de mai se tient la troisième procession dans lequel le buste d'argent de Saint Blaise traverse en grande pompe les rues du  Bourg.
Le dimanche suivant se tient la dernière procession, dite  Saint Blaise revient au Château dans lequel la statue, de nouveau couverte par le manteau rouge, refait à reculons l'ancien sentier pour revenir à la basilique au Château, son siège habituel.

## Culture

### Cinéma et télévision
Maratea est utilisée comme décor des films de James Bond Quantum of Solace (2008) et Mourir peut attendre (2021). La commune est aussi l'un des lieux de tournage de la telenovela mexicaine Muchacha italiana viene a casarse (2014).

## Personnalités liées à la commune
- Richard Hugo a séjourné à Maratea en 1968-1969. Il en tirera un recueil de poèmes : Good Luck in Cracked Italian[4].

## Administration
| Période                                  | Période | Identité       | Étiquette     | Qualité |
| ---------------------------------------- | ------- | -------------- | ------------- | ------- |
|                                          |         | Mario di Trani | "Per Maratea" |         |
| Les données manquantes sont à compléter. |         |                |               |         |

### Hameaux
Les hameaux sont nombreux : Acquafredda, Brefaro, Castrocucco, Castello, Cersuta, Fiumicello-Santavenere, Marina, Massa, Porto, Santa Caterina.

### Communes limitrophes
Les communes limitrophes sont Rivello, Sapri, Tortora, Trecchina.

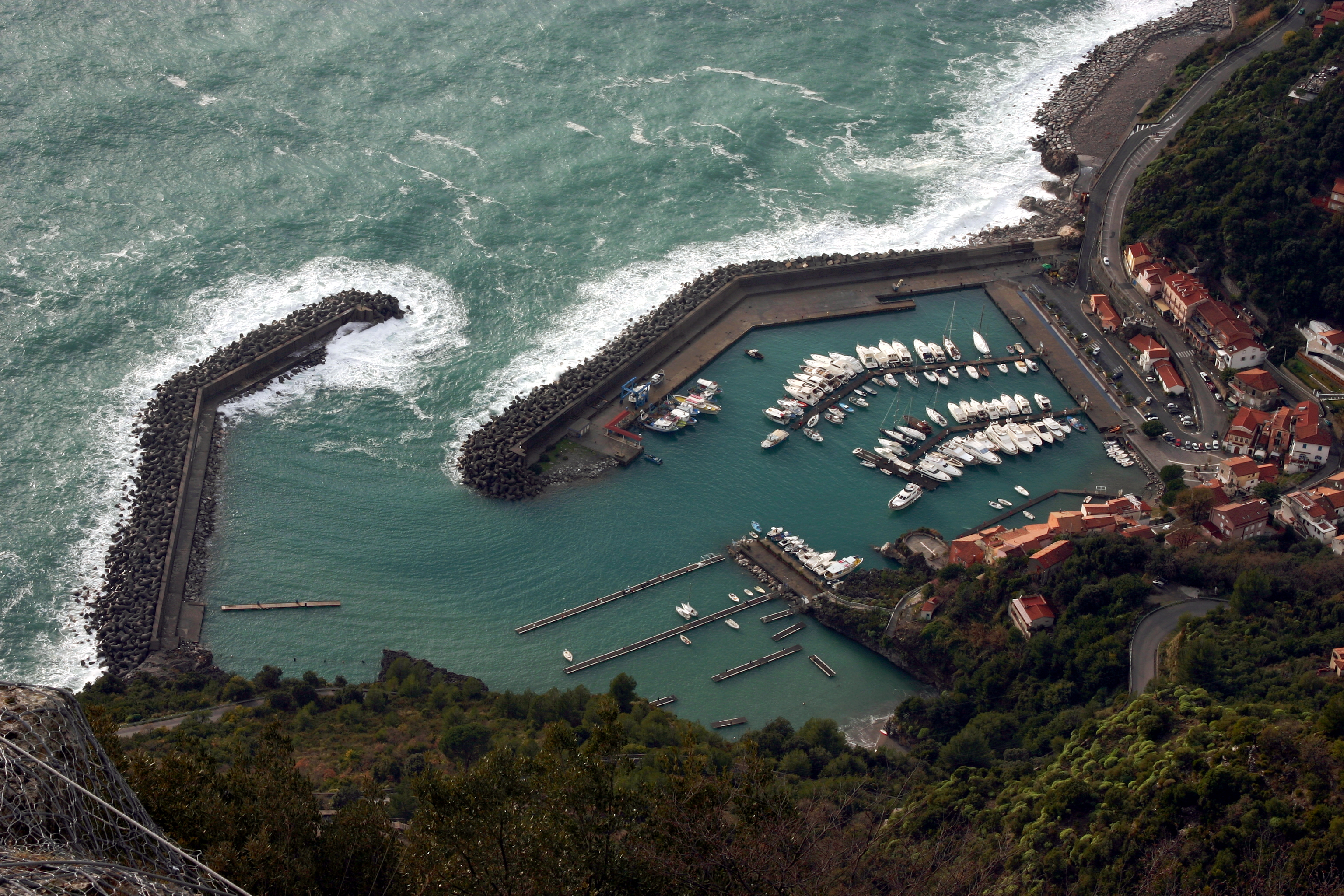
Le port
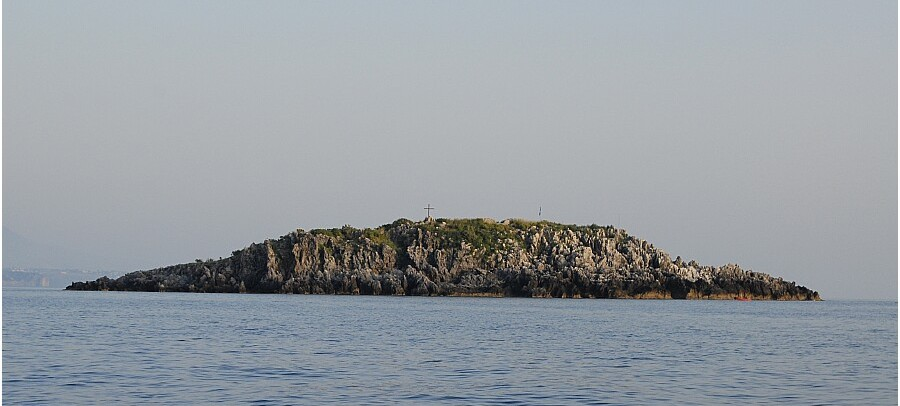
Les îles
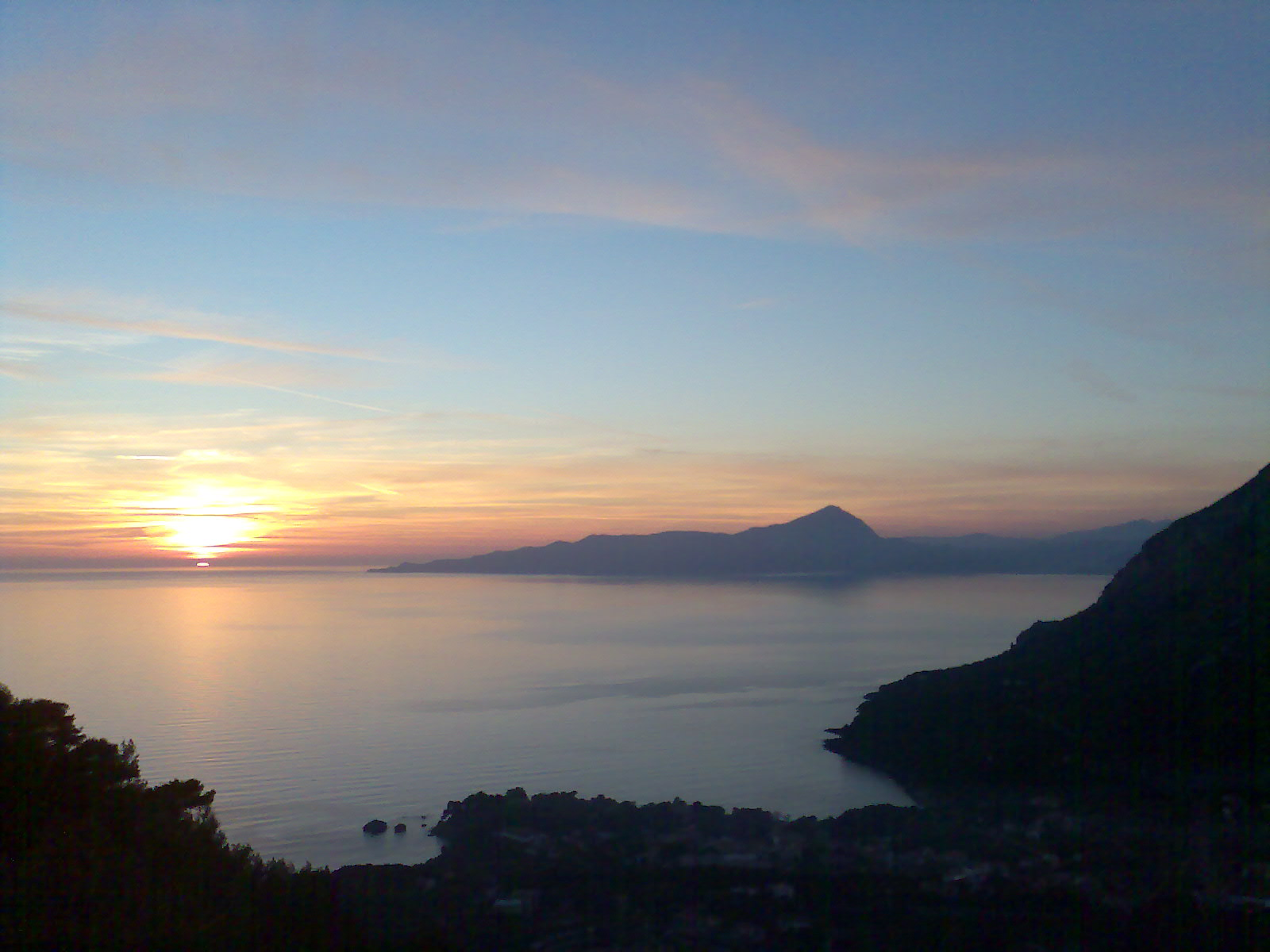
Coucher du soleil
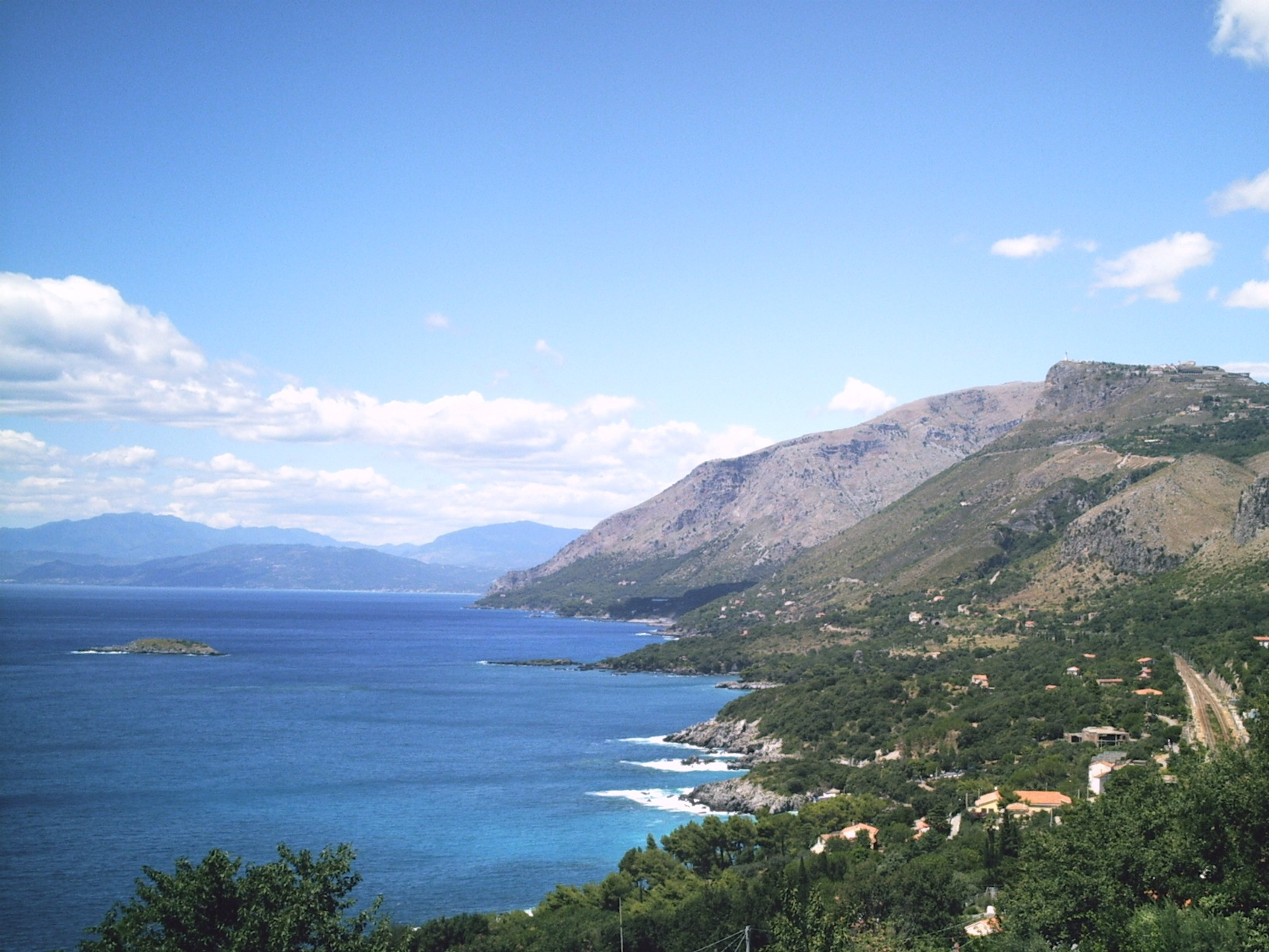
Côte de Maratea
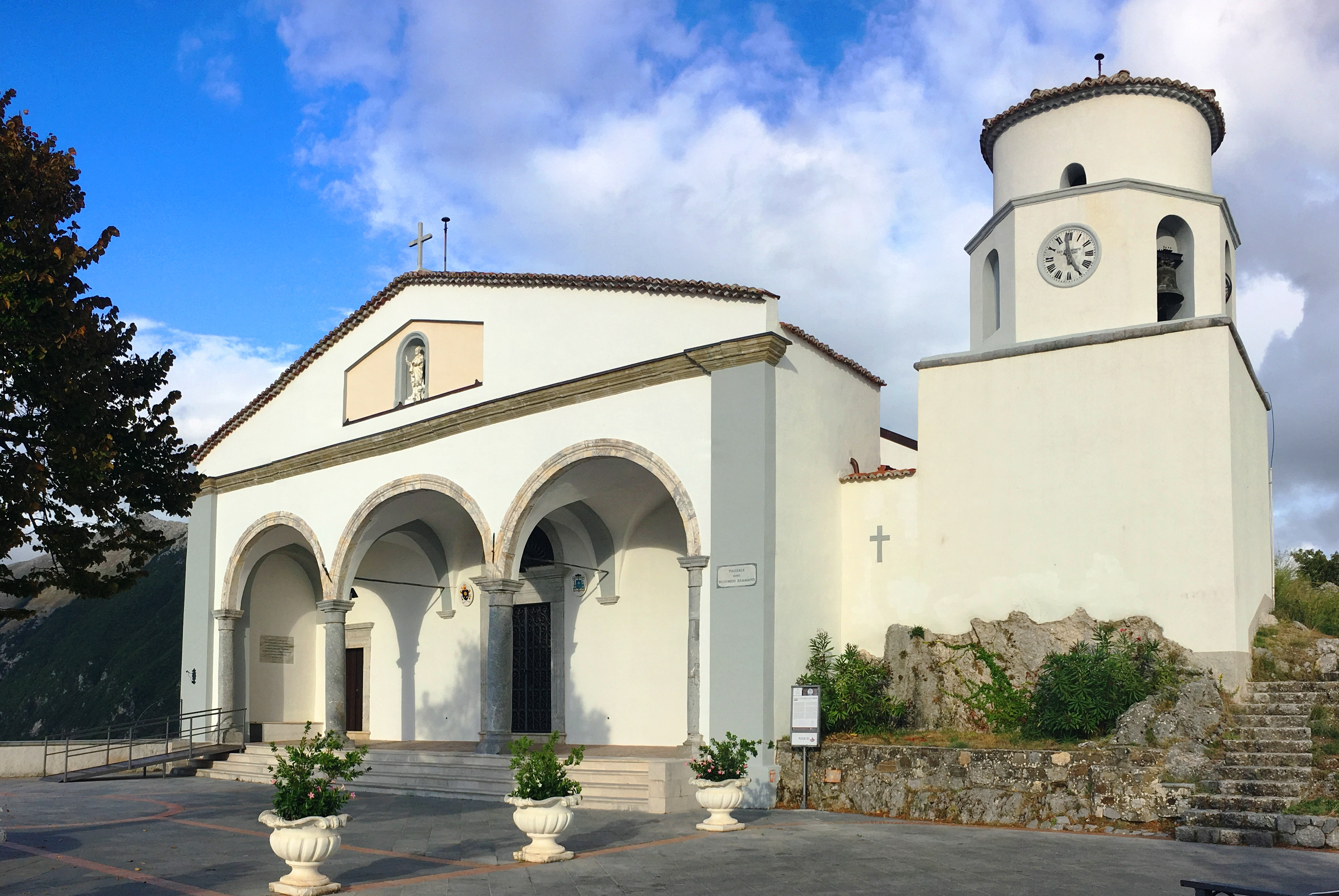
L'église de Saint Blaise